# Občina Središče ob Dravi
Občina Središče ob Dravi je ena od občin v Republiki Sloveniji z okoli 2000 prebivalci in s središčem v Središču ob Dravi. Občina je nastala 1. marca 2006 z izločitvijo iz občine Ormož. 

## Naselja v občini
Godeninci, Grabe, Obrež, Središče ob Dravi, Šalovci

## Kultura
Občina Središče ob Dravi je kulturno aktivna občina z vsakoletnim pustnim karnevalom. Prideluje tudi svoje domače bučno olje, ki spada med pomembno kulturno znamenitost.